# شمارش

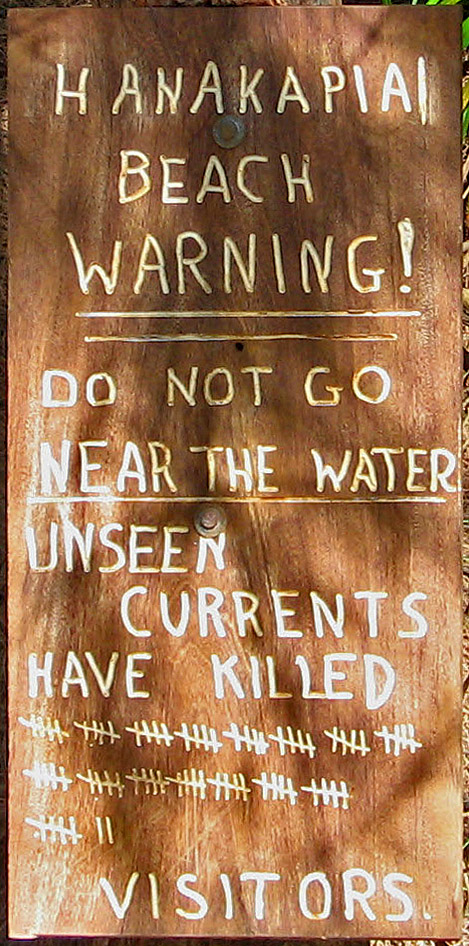
استفاده از چوب خط در شمارش

شُمارِش فرآیند مشخص‌کردن عنصرهای یک مجموعه متناهی است. در واقع روال تخصیص یک‌به‌یک شماره به هریک از اعضای یک مجموعه برای پی بردن به اندازهٔ مجموعه است. شمارش و اندازه‌گیری از مهم‌ترین روال‌های ریاضیات هستند.

## تاریخچه
مفهوم شماره و شمردن بسیار کهنه‌تر از تاریخ هستند و از این رو چگونگی پیدایش و باروری شمارش ناشناخته است. با این همه می‌توان گمان کرد که بشر از دیرباز عدد را می‌شناخته‌است یا دست کم از کم و بیش بودن شمار چیزها آگاه بوده‌است؛ زیرا حتی برخی از جانوران هم از چنین درکی برخوردارند.
دیر زمانی گذشت تا بشر توانست نشانه‌هایی هندسی برای نمایش شماره‌ها بسازد و بی‌گمان، نمادهای نشان‌دهندهٔ شماره‌ها را پیش از نشانه‌های دیگر ساخته‌است.

## راه‌های نگهداری حساب
شمارش با انگشت: احتمالاً نخستین بار شمارش با انگشت صورت گرفته‌است. در زبان انگلیسی واژه‌ی "digit" علاوه بر معنای عادی خود که رقم است، معنای انگشت هم می‌دهد.
شمارش با سنگ‌ریزه: این روش نیز روشی متداول بوده به‌طوری‌که تعدادی سنگریزه (تعداد مشخصی از آن‌ها) در یک کیسه قرار می‌گرفته. همچنین واژه‌ی حساب کردن در زبان انگلیسی، مشتق از لفظی لاتینی به معنای سنگریزه است.
شمارش با تکه چوب: چینی‌های قدیم برای محاسبه از تکه چوب استفاده می‌کردند. به صورتی که ابتدا آن‌ها را پنج تا پنج تا جدا کرده و به هم می‌بستند.
شمارش با چوب خط: شاید کهن‌ترین راه نگه‌داشتن حساب روش‌های ساده‌ای باشد که به آن‌ها چوب‌خط می‌گوییم. در چوب‌خط از تناظر یک‌به‌یک یاری می‌گیرند. نگه‌داشتن حساب به یاری دسته کردن سنگریزه، یا کشیدن شیاری بر گل و سنگ و چوب، یا کندن دندانه بر شاخه، یا گره زدن ریسمان، ساده‌ترین و آشناترین روش‌های نگه‌داری حساب بوده‌اند.
شمارش با گره‌زدن: اینکاها برای شمارش دسته‌های گندمی که درو می‌کردند، طنابی را گره می‌زدند.
شمارش با علامت گذاری: این روش امروزه هم متداول است؛ به‌طوری‌که با تکه‌ای سنگ یا مداد یا هر چیز دیگر چند خط (معمولا ۱۰ خط) می‌کشیم و خطی مایل بر روی آن‌ها می‌کشیم تا یک دسته ایجاد شود.
شمارش با چرتکه: شما می‌توانید با حرکت دادن مهره‌های چرتکه بر روی سیم‌های آن، مسئله‌ای را حل کنید. در اولین سیم طرف راست، هر مهرهٔ زیر میلهٔ عرضی، نمایندهٔ یک، و هر مهرهٔ بالای میلهٔ عرضی، نمایندهٔ پنج است. مهره‌های سیم دوم در پایین نمایندهٔ ده و در بالا نمایندهٔ پنجاه هستند. در میلهٔ سوم، مهره‌ها ارقام صد و پانصد را نشان می‌دهند.
شمارش با اعداد: محاسبه با اعداد امروزه رایج تر از محاسبه با چرتکه است و در قسمت بزرگی از جهان استفاده دارد. پانصد سال قبل، عمل محاسبه با اعداد را محاسبه ی قلمی می‌نامیدند.انتخاب این نام به این منظور بود که روش قلمی، از محاسبه با مهره یا طرق دیگر تمیز داده شود.
ماشین‌های حساب: ماشین‌های حساب کنونی می‌توانند اعمال چهارگانهٔ ریاضی را به سرعت انجام دهند. بعضی از این ماشین‌ها بسیار ساده، و بعضی دیگر بسیار پیچیده‌اند. حسابگرهای بزرگ الکتریکی می‌توانند، ظرف چند ساعت، مسئله‌ای را حل کنند که یک نفر، با کاغذ و قلم، باید در طول صدها سال حل کند.